# Paris (Las Vegas)
Paris is een op 1 september 1999 geopend hotel en casino aan de Strip in Las Vegas, Nevada, Verenigde Staten. Het hotel en casino is ontwikkeld door Bally Entertainment, dat later overgenomen werd door Harrah's Entertainment. Harrah's Entertainment veranderde in 2010 de naam naar Caesars Entertainment Corporation.
Het hotel heeft 2.915 kamers en is ingericht met het thema Parijs. Zo heeft het hotel een 165 meter hoge replica van de Eiffeltoren, een reclamebeeld in de vorm van een Montgolfier-luchtballon en is er een replica van de Arc de Triomphe. Verder is er een replica van het Place de la Concorde en lijkt de hoofdingang van het hotel op de Opéra Garnier en het Louvre. Het interieur van het casino en de lobby van het hotel is geïnspireerd op het Quartier Latin.

## Geschiedenis

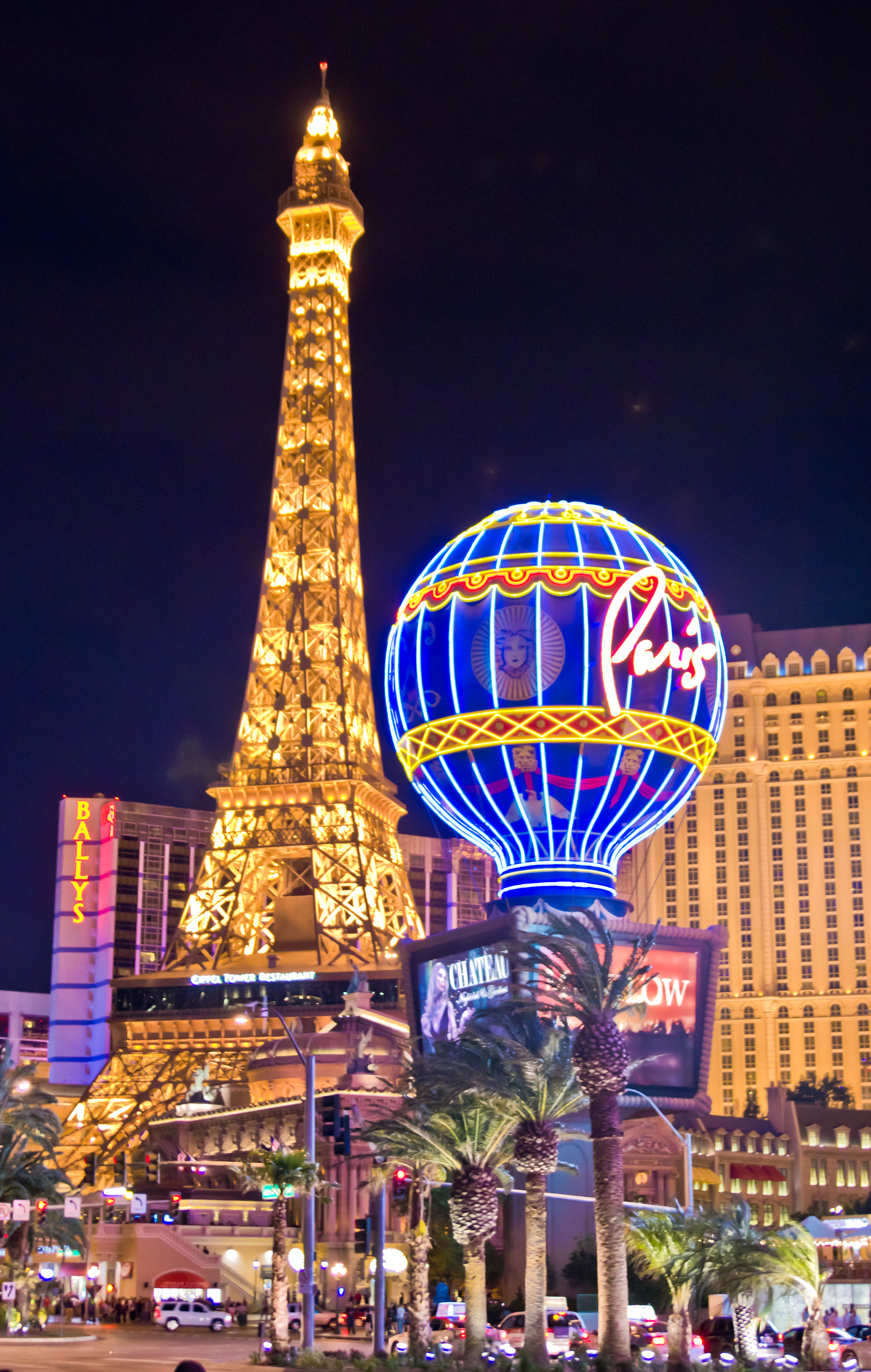
De Eiffeltoren en de Montgolfier-luchtballon van Paris.

In 1996 werd de bouw van het hotel aangekondigd door Bally Entertainment, toenmalig eigenaar van het naastgelegen Bally's. Het hotel zou ontworpen worden door Leidenfrost/Horowitz & Associates, Walls & Associates, MBH Architects met als hoofdarchitect Joel Bergman van Bergman Walls Associates.
Op 17 april 1997 werd begonnen met de bouw van het hotel dat twee jaar later op 1 september 1999 geopend werd met vuurwerk vanaf de Eiffeltoren. De Franse actrice Catherine Deneuve zette vervolgens met een knop alle lichten van het hotel aan.
De eerste show van het hotel en casino kwam pas in 2007 toen de musical The Producers in productie ging in het hotel. Dit gebeurde met in de hoofdrol onder anderen David Hasselhoff en Tony Danza. Na problemen in hetzelfde jaar met Hasselhoff, die bij shows niet kwam opdagen, werd hij vervangen en kon de musical worden voortgezet.
De productie kwam eind 2008 tot een einde en werd twee jaar later, in 2010, vervangen door Barry Manilow die op zou treden in het Paris. Daarnaast werd sinds 2009 als vaste show de Jersey Boys vertoond.
Na de kredietcrisis van 2010 werd de focus van het toenmalige Harrah's Entertainment verplaatst naar specifieke groepen bezoekers. Zo ging het Paris veel meer reclamemaken voor de toestroom van lesbiennes en homo's.
De overname van Caesars Entertainment Corporation door Harrah's en 2010 bracht voor het hotel en casino een grote renovatie met zich mee. In 2010 en 2011 werd een gedeelte van het hotel gerenoveerd en dit zorgde ervoor dat enkele onderdelen van het Parijse thema verdween en vervangen werd.
Zo kwam er een nieuwe nachtclub bij de hoofdingang in het voorjaar van 2011. Tevens werd eind 2010 bekendgemaakt dat het steakhouse Les Artisies in januari 2011 zijn deuren zou sluiten om plaats te maken voor een nieuw restaurant van Gordon Ramsay. Dit werd geopend in juni van datzelfde jaar.

## Ligging
Het Paris ligt aan de Las Vegas Boulevard. Het is via een winkelpromenade verbonden met het naastgelegen Bally's en de twee hotels hebben samen een station van de Las Vegas Monorail aan de achterkant van het hotel. Aan de overkant van het hotel ligt het Bellagio en aan de zuidkant grenst het hotel aan het Planet Hollywood Resort & Casino.

## Ontwerp

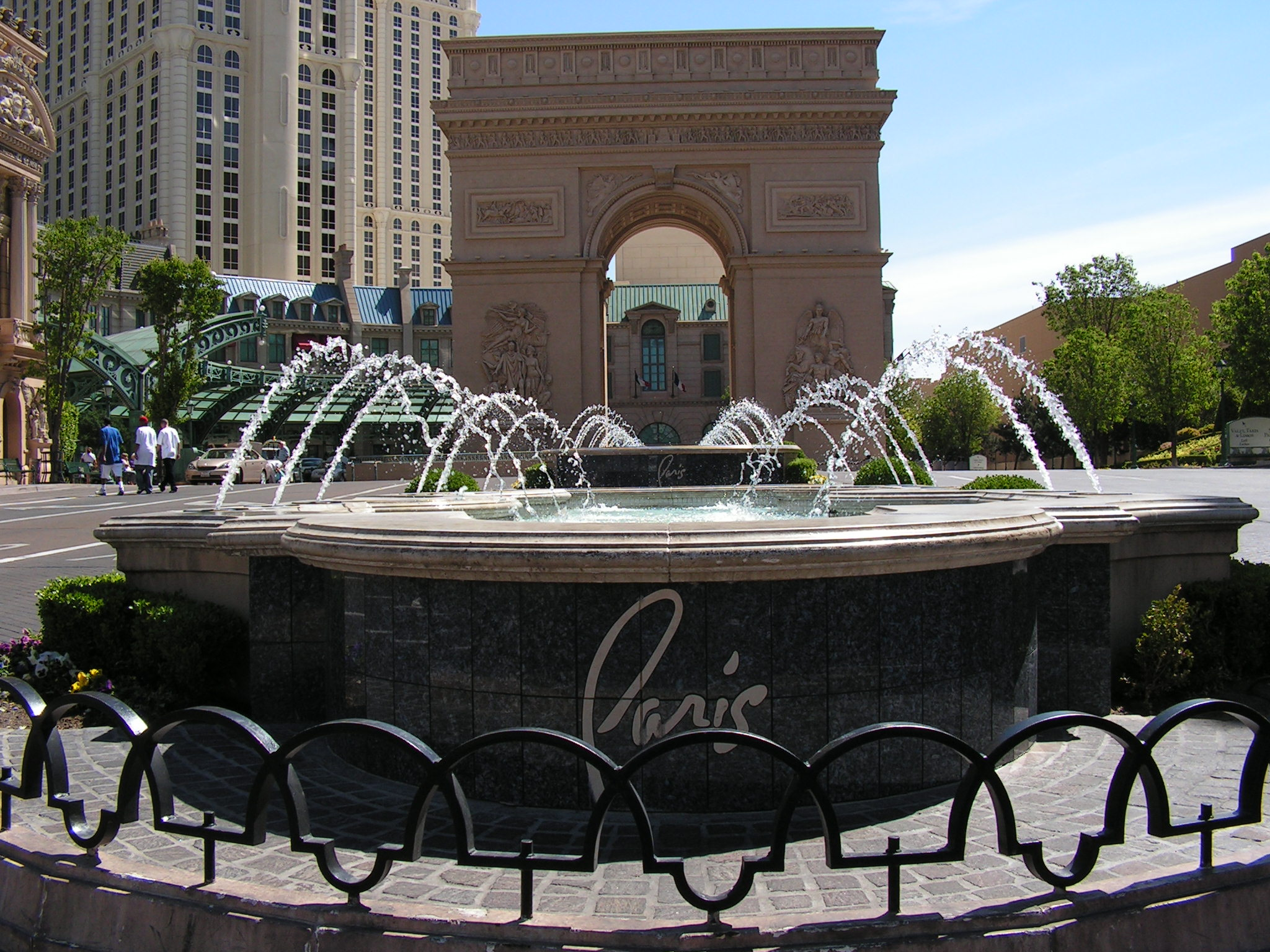
De replica van de Arc de Triomphe.

Het hotel is gebouwd met als thema Parijs. Zo staan er verschillende bekende Parijse gebouwen centraal in het hotel en casino. De 2.915 kamers zijn alle ingericht met als hoofdthema Parijs. De hotellobby, het casino en de promenade zijn ingericht naar voorbeeld van het Quartier Latin in Parijs. Daarnaast heeft het hotel een eigen Arc de Triomphe en Place de la Concorde. Tevens is de voorkant van het hotel gebaseerd op het Louvre en de Opéra Garnier.

### Eiffeltoren
Naast de verschillende replica's van Parijse monumenten heeft het hotel en casino ook een eigen Eiffeltoren. In de eerste plannen zou de Eiffeltoren op ware grootte worden nagebouwd maar omdat McCarran International Airport te dicht bij het hotel lag, twee blokken verder zuidwaarts, moest de toren kleiner worden. Uiteindelijk is de toren op een schaal van één staat tot twee gebouwd en is de totale hoogte 165 meter.
De twee voorste pijlers van de toren bevinden zich aan de buitenzijde op de Strip, de achterste pijlers gaan echter door het dak heen en bevinden zich in de lobby en in het casino. De toren is voorzien van een lift en een uitkijkplateau; de zogenoemde Eiffel Tower Experience is zodoende te bezoeken door gasten en toeristen.